# 塚本利明
塚本 利明（つかもと としあき、1930年 - 2023年7月2日）は、日本の英文学・比較文学者、専修大学名誉教授。

## 人物・来歴
東京府生まれ。1954年に東京大学文学部英文科卒業。1963年東京都立大学大学院人文科学研究科博士課程修了。東京都立商科短期大学講師、同助教授、同教授等を経て、1974年4月に専修大学文学部助教授となる（翌年に教授へ昇任）。英国における夏目漱石の研究を行ったほか、哲学や心理学領域の翻訳も手がけた。また専修大学の在職中は文学部の英米文学科の学科長、そして文学部長にも就任、2001年3月の定年退職後、専修大学名誉教授となる。

## 著書

### 単著
- 『漱石と英国』彩流社、1987年/日本点字図書館、1990年（点字資料）/増補版、1999年
- 『漱石と英文学』彩流社、1999年/改訂増補版、2003年

### 共編著
- 『比較文学講座』Ⅲ 中島健蔵ほか編、清水弘文堂、1971年
- 『夏目漱石全集』別巻　吉田精一編、筑摩書房、1973年
- 『漱石における東と西』日本比較文学会編、主婦の友社、1976年
- 『夏目漱石』塚本利明編、朝日出版社、1978年
- 『ロマン派文学とその後』篠田一士ほか編、研究社出版、1980年
- 『講座夏目漱石（2）』三好行雄ほか編、有斐閣、1981年
- The World of Natsume Soseki, ed. by Iijima and Vardaman, Kinseido, 1987
- 『漱石作品論集成』第四巻　鳥井正晴・藤井淑禎編、桜楓社、1991年
- 『近代の文学』井上百合子先生記念論集刊行会編 、河出書房新社、1993年
- Faits et imaginaries de la guerre russo-japonaise (Les Carnet de l'exotisme), éd. par Dany Savelli, Kailash, 2005
- The Russo-Japanese War in Global Perspective: World War Zero, vol.Ⅱ, ed. by David Wolff et al., Brill, 2007

### 訳書
- 『感情と形式』S.K.ランガー著、塚本利明ほか訳、太陽社、1970年
- 『汚穢と禁忌』メアリ・ダグラス著、思潮社、1972年/新装阪、1995年/筑摩書房、2009年（ちくま学芸文庫）
- 『人間の破壊性』アンソニー・ストー著、法政大学出版局、1979年
- 『迷信の心理学』G.ヤホダ著、秋山庵然共訳、法政大学出版局、1979年
- 『水晶宮からの脱出』J.キャロル著、塚本利明ほか訳、未来社、1980年
- 『象徴としての身体』M.ダグラス著、塚本利明ほか訳、紀伊国屋書店、1983年
- 『哲学的素描』S.K.ランガー著、星野徹共訳、法政大学出版局、1987年
- 『文明の試練』J.M.カディヒ著、塚本利明ほか訳、法政大学出版局、1987年
- 『夢の事典』J.R.ルイス著、塚本利明ほか訳、彩流社、2005年

### 論文
- 国立情報学研究所収録論文 国立情報学研究所.2010-05-09閲覧。